# B
|  | Per a altres significats, vegeu «B (desambiguació)». |

La B és la segona lletra de l'alfabet català i primera de les consonants. El seu nom és be (i col·loquialment, be alta). Ve de l'alfabet llatí i evolucionà de la segona lletra de l'alfabet fenici: beth (casa).

## Història
La lletra B probablement té l'origen en el pictograma del terme casa en els jeroglífics egipcis, que representaven esquemàticament la planta. A l'alfabet protosemític i a l'hebreu era la primera lletra de la paraula bayit, que significava casa, d'on prové la forma primitiva, que originà la β de l'alfabet grec i la B de l'alfabet llatí o romà, a través de l'etrusc.
| Jeroglífic egipci (casa) pr | Proto-Semític (casa) | Fenici Beth | Grec Beta | Etrusc B | Llatí B |
| --------------------------- | -------------------- | ----------- | --------- | -------- | ------- |
| Jeroglífic                  | Proto-Semític        | Fenici      | Beta      | Etrusc   | Llatí   |

## Fonètica
En català representa l'oclusiva bilabial sonora, representada com a /b/ en l'alfabet fonètic internacional. Si no es troba darrere de consonant nasal o de pausa, sona de manera menys explosiva del que és habitual /β/, als dialectes no betacistes es manté el so /b/. En canvi a final de síl·laba i no seguit d'una consonant sonora s'ensordeix i es pronuncia /p/ (àrab). En el cas de l'arcaisme «ab», la seua pronúncia és /ap/, però davant de paraula començada per vocal o consonant sonora, es pronuncia /aβ/ (als dialectes no betacistes, /ab/). El seu nom és be. Únicament en els dialectes orientals, abans d'una l i després d'una síl·laba tònica es pronuncia doble (/bb/): moble, poble...

## Numismàtica
En època moderna i contemporània la B (o a vegades BA) s'usava per indicar l'origen barceloní de les monedes que s'encunyaven en aquesta ciutat. S'utilitzà per primera vegada com a símbol de la ciutat a les monedes en temps del rei Ferran II el Catòlic. De manera puntual també es va utilitzar el símbol BA en els escuts d'or i llurs múltiples (els quals s'anomenaven «de la creueta») que s'encunyaren entre els regnats de Felip III i Carles II. El 1850, en temps d'Isabel II, la B fou substituïda per una estrella de vuit puntes. No obstant això també es va usar el signe Ba. Durant la dictadura, les monedes de 50, 25 i 5 pessetes batudes a la ciutat el 1957 també s'hi va encunyar el signe BA.

## Símbols derivats o relacionats
| Caràcter | Descripció          | Unicode (maj./min.) | Html (maj./min.) | Notes d'ús |
| -------- | ------------------- | ------------------- | ---------------- | ---------- |
| Ḃ        | B amb punt superior | U+1E02 U+1E03       |                  | irlandès   |
| Ḅ        | B amb punt inferior | U+1E04 U+1E05       |                  |            |